# Alenka Zupančič
Alenka Zupančič (Lubiana, 1º aprile 1966) è una filosofa e psicoanalista slovena.

## Biografia
I suoi lavori sono principalmente indirizzati allo studio della psicoanalisi e della filosofia continentale.
Nata a Lubiana, Zupančič si è laureata presso l'Università di Lubiana nel 1990. Attualmente è ricercatrice presso l'Istituto di filosofia dell'Accademia slovena di Scienze e Arti ed è professore ospite alla European Graduate School. Zupančič appartiene alla Scuola psicanalitica di Lubiana, conosciuta principalmente per la sua impostazione lacaniana. La sua filosofia è stata molto influenzata dagli studiosi sloveni di Jacques Lacan, soprattutto da Mladen Dolar e Slavoj Žižek.
Zupančič ha scritto di etica, letteratura, commedia, amore e altri argomenti. È riconosciuta soprattutto come esperta di Nietzsche, ma anche il pensiero di Immanuel Kant, Georg Wilhelm Friedrich Hegel, Henri Bergson e Alain Badiou ricorre di frequente nella sua opera.